# Víctor Lojero
Víctor Hugo Lojero Alexanderson (ur. 17 listopada 1984 w mieście Meksyk) – meksykański piłkarz występujący na pozycji napastnika.

## Kariera klubowa
Lojero pochodzi ze stołecznego miasta Meksyk i jest wychowankiem akademii juniorskiej tamtejszego zespołu Club América. Nigdy nie potrafił się jednak przebić do pierwszej drużyny klubu i występował jedynie w drugoligowych rezerwach, Tigrillos Coapa. W lipcu 2005 został zawodnikiem beniaminka najwyższej klasy rozgrywkowej, San Luis FC, w barwach którego zadebiutował w meksykańskiej Primera División za kadencji chilijskiego szkoleniowca Carlosa Reinoso, 21 sierpnia 2005 w zremisowanym 0:0 spotkaniu z Pumas UNAM. Na ligowych boiskach pojawiał się jednak sporadycznie i już po upływie sześciu miesięcy został wypożyczony do drugoligowego klubu Tampico Madero FC. Jego barwy reprezentował ostatecznie aż przez dwa i pół roku, nie notując z nim żadnego większego osiągnięcia, lecz przez cały ten czas był najlepszym strzelcem drużyny i jej kluczowym zawodnikiem. Po powrocie do San Luis strzelił swojego premierowego gola w pierwszej lidze, 18 lutego 2009 w doliczonym czasie zremisowanej 2:2 konfrontacji z Cruz Azul, jednak wciąż pozostawał głębokim rezerwowym zespołu i tylko pięciokrotnie wpisał się na listę strzelców.
Latem 2011 Lojero na zasadzie rocznego wypożyczenia zasilił drugoligową drużynę Club Necaxa z siedzibą w mieście Aguascalientes, ówczesnego spadkowicza z najwyższej klasy rozgrywkowej. Od razu został gwiazdą zespołu i jego najskuteczniejszym zawodnikiem, dzięki czemu po upływie dwunastu miesięcy został wykupiony na stałe przez władze klubu. Wówczas także, po odejściu z ekipy Jaime Correi, został mianowany przez trenera Jaime Ordialesa nowym kapitanem drużyny. W jesiennym sezonie Apertura 2012 wywalczył tytuł króla strzelców drugiej ligi meksykańskiej z jedenastoma bramkami na koncie.
| Sezon     | Klub              | Kraj   | Rozgrywki        | Mecze | Bramki |
| --------- | ----------------- | ------ | ---------------- | ----- | ------ |
| 2003/2004 | Club América      | Meksyk | Primera División | 0     | 0      |
| 2004/2005 | Club América      | Meksyk | Primera División | 0     | 0      |
| 2005/2006 | San Luis FC       | Meksyk | Primera División | 2     | 0      |
| 2005/2006 | Tampico Madero FC | Meksyk | Liga de Ascenso  | 17    | 5      |
| 2006/2007 | Tampico Madero FC | Meksyk | Liga de Ascenso  | 30    | 8      |
| 2007/2008 | Tampico Madero FC | Meksyk | Liga de Ascenso  | 36    | 25     |
| 2008/2009 | San Luis FC       | Meksyk | Primera División | 16    | 3      |
| 2009/2010 | San Luis FC       | Meksyk | Primera División | 17    | 1      |
| 2010/2011 | San Luis FC       | Meksyk | Primera División | 19    | 1      |
| 2011/2012 | Club Necaxa       | Meksyk | Liga de Ascenso  | 31    | 17     |
| 2012/2013 | Club Necaxa       | Meksyk | Liga de Ascenso  |       |        |